# Matthew Jurman
Matthew Jurman (Wollongong, 9 dicembre 1989) è un calciatore australiano, di origini croate, difensore del Macarthur.

## Biografia
Cresciuto nelle giovanili del Sydney FC, Matt Jurman esordisce con gli Skyblues nel 2008 ed in due anni raccoglie 26 presenze e due gol. Nel 2011 firma un biennale per il Brisbane Roar dove diventa un punto fermo della formazione che si laurea per due volte campione d'australia. Nel 2013 fa ritorno al Sydney Fc firmando un contratto annuale.
Nel 2017 si trasferisce in Corea del Sud al Suwon Bluewings.
Il 9 luglio 2018 passa all'Al-Ittihad in Arabia Saudita.

### Nazionale
Nel 2009 ha partecipato al Campionato mondiale di calcio Under-20 2009 svoltosi in Egitto.
Debutta in Nazionale maggiore il 1 ottobre nel pareggio esterno per 1-1 nell'andata del playoff contro la Siria, disputando anche un'ottima partita. Gioca anche la gara di ritorno dove la Siria porta sorprendentemente i Socceroos fino ai supplementari; alla fine, pur con qualche brivido ad avere la meglio sono gli australiani vincendo la sfida per 2-1, accedendo così al turno successivo contro l'Honduras; contro la selezione honduregna Jurman gioca entrambe le sfide da titolare (venendo anche ammonito in entrambe), pareggiando 0-0 in trasferta all'andata e vincendo per 3-1 il ritorno in casa.
Il 3 giugno 2018 viene inserito nella lista definitiva dei 23 convocati al Mondiale in Russia della selezione oceanica.

## Statistiche

### Cronologia presenze e reti in Nazionale
| Cronologia completa delle presenze e delle reti in nazionale ― Australia | Cronologia completa delle presenze e delle reti in nazionale ― Australia | Cronologia completa delle presenze e delle reti in nazionale ― Australia | Cronologia completa delle presenze e delle reti in nazionale ― Australia | Cronologia completa delle presenze e delle reti in nazionale ― Australia | Cronologia completa delle presenze e delle reti in nazionale ― Australia | Cronologia completa delle presenze e delle reti in nazionale ― Australia | Cronologia completa delle presenze e delle reti in nazionale ― Australia |
| Data                                                                     | Città                                                                    | In casa                                                                  | Risultato                                                                | Ospiti                                                                   | Competizione                                                             | Reti                                                                     | Note                                                                     |
| ------------------------------------------------------------------------ | ------------------------------------------------------------------------ | ------------------------------------------------------------------------ | ------------------------------------------------------------------------ | ------------------------------------------------------------------------ | ------------------------------------------------------------------------ | ------------------------------------------------------------------------ | ------------------------------------------------------------------------ |
| 5-10-2017                                                                | Malacca                                                                  | Siria                                                                    | 1 – 1                                                                    | Australia                                                                | Qual. Mondiali 2018                                                      | -                                                                        |                                                                          |
| 10-10-2017                                                               | Sydney                                                                   | Australia                                                                | 2 – 1 dts                                                                | Siria                                                                    | Qual. Mondiali 2018                                                      | -                                                                        | 120’                                                                     |
| 10-11-2017                                                               | San Pedro Sula                                                           | Honduras                                                                 | 0 – 0                                                                    | Australia                                                                | Qual. Mondiali 2018                                                      | -                                                                        | 47’                                                                      |
| 15-11-2017                                                               | Sydney                                                                   | Australia                                                                | 3 – 1                                                                    | Honduras                                                                 | Qual. Mondiali 2018                                                      | -                                                                        | 3’                                                                       |
| 20-11-2018                                                               | Sydney                                                                   | Australia                                                                | 3 – 0                                                                    | Libano                                                                   | Amichevole                                                               | -                                                                        | 85’                                                                      |
| 30-12-2018                                                               | Dubai                                                                    | Oman                                                                     | 0 – 5                                                                    | Australia                                                                | Amichevole                                                               | -                                                                        | 83’                                                                      |
| 15-1-2019                                                                | al-'Ayn                                                                  | Australia                                                                | 3 – 2                                                                    | Siria                                                                    | Coppa d'Asia 2019 - 1º turno                                             | -                                                                        | 90+1’                                                                    |
| 6-6-2019                                                                 | Pusan                                                                    | Corea del Sud                                                            | 1 – 0                                                                    | Australia                                                                | Amichevole                                                               | -                                                                        | 77’                                                                      |
| Totale                                                                   |                                                                          | Presenze                                                                 | 8                                                                        |                                                                          | Reti                                                                     | 0                                                                        |                                                                          |

## Palmarès

### Competizioni nazionali
- Campionato australiano: 2

Sydney FC: 2009-2010
Brisbane Roar: 2011-2012